# Abdomen (Gliederfüßer)

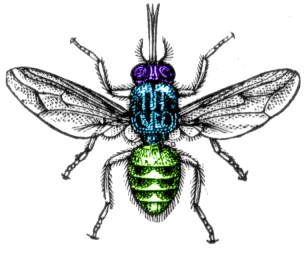
Schematische Darstellung einer Tsetsefliege, farblich hervorgehoben sind Kopf (lila), Thorax (blau) und Abdomen (grün)

In der Entomologie wird als Abdomen der Hinterleib eines Gliederfüßers bezeichnet. Das Abdomen schließt sich an den Thorax an. Es enthält die Exkretions-, Geschlechts- und einen Teil der Verdauungsorgane samt After. Das Abdomen besteht aus mehreren Segmenten, bei Insekten beispielsweise aus 6 (bei den Springschwänzen) bis 11 (bei Beintastlern und vielen Fluginsekten, besonders bei deren Larven), sowie einem Aftersegment (Telson), welches nicht als vollwertiges Segment betrachtet wird. Meist findet man die maximale Zahl der (11+1) Segmente bei Insekten im Embryonalstadium. Erst danach wird entsprechend reduziert. Bei den Beintastlern bildet sich die „volle“ Segmentzahl allerdings erst während der Larvenstadien aus. Bei den Springschwänzen wird sie nie erreicht.
Eine besondere Ausprägung eines Segments des Abdomens ist das Petiolus („Stielchenglied“, „Stielchen“ oder „Hinterleibsstiel“).

Einteilung eines Höheren Krebses (Malacostraca) in Pleon (nicht gleichzusetzen mit Abdomen), Thorax (Brust) und Cephalon (Kopf). Die Anzahl der Segmente pro Körperabschnitt kann variieren.